# Буолкалах
Буолкалах — река в Восточной Сибири, левый приток реки Оленёк.
Длина реки — 305 км. Площадь водосборного бассейна — 8780 км². Питание снеговое и дождевое. Берёт начало среди болот на юге Северо-Сибирской низменности. Протекает по северо-восточной окраине Среднесибирского плоскогорья.

## Притоки
Объекты перечислены по порядку от устья к истоку.
- 12 км: Мугурдьун
- 15 км: река без названия
- 15 км: Дьиэ-Маллаах-Юрэх
- 18 км: Молохо
- 26 км: река без названия
- 33 км: Кумах-Ангара
- 57 км: Усун-Чюёмпэ-Салаа
- 60 км: Ынгыыр-Хайа-Билирэ
- 71 км: река без названия
- 83 км: река без названия
- 83 км: Улахан-Кумах-Юрэх
- 98 км: Куччугуй-Кумах-Юрэх
- 102 км: Хаастаах
- 115 км: Тэнгкэ
- 125 км: Киэмэнгэ-Юрэх
- 149 км: Билир
- 149 км: Иин-Юрэгэ
- 162 км: река без названия
- 178 км: Нуорахта-Юрэгэ
- 190 км: Иэдэс
- 194 км: Куохара
- 215 км: река без названия
- 229 км: река без названия
- 230 км: река без названия
- 236 км: река без названия
- 256 км: Чокуурдун
- 265 км: Сарын
- 275 км: река без названия
- 283 км: Хайыргастаах
- 285 км: Сууртаах
- 293 км: река без названия